# Парк имени И. В. Бабушкина
Парк культу́ры и о́тдыха им. И. В. Бабушкина — один из первых парков Невского района Санкт-Петербурга. Расположен на берегу Невы в квартале, ограниченном улицами Бабушкина, Фарфоровской и проспектами Железнодорожным и Обуховской Обороны.

## История
Парк был основан во времена правления Екатерины II, когда за Невской заставой Петербурга для императрицы был построен охотничий замок и благоустроены близлежащие лесные массивы, начали появляться дачи приближенных царского двора Куракина, Чернова, Апраксина и др.
Примерно в 1925—1926 годах парку было присвоено имя революционера Ивана Васильевича Бабушкина, поскольку свою революционную деятельность он начал за Невской заставой, работая на бывшем Семянниковском заводе.
В настоящее время парк благоустроен, после нескольких лет запустения установлены аттракционы, крытый ледовый каток, крытое футбольное поле, открыты уютные кафе.